# U-862
O Unterseeboot 862 foi um submarino alemão da Kriegsmarine que serviu durante a Segunda Guerra Mundial.
Foi tomado pela Marinha Imperial Japonesa no dia 6 de Maio de 1945 em Singapura e se tornou o submarino Japonês I 502. O submarino I 502 se rendeu em Singapura no mês de agosto de 1945, sendo abertos buracos em seu casco para afundar no dia 13 de Fevereiro de 1946.

## Comandante
| Comandante            | Data                                     |
| --------------------- | ---------------------------------------- |
| KrvKpt. Heinrich Timm | 7 de Outubro de 1943 - 8 de Maio de 1945 |

## Carreira

### Subordinação
| 7 de Outubro de 1943 - 30 de Abril de 1944 | 4. Unterseebootsflottille  |
| 1 de Maio de 1944 - 30 de Setembro de 1944 | 12. Unterseebootsflottille |
| 1 de Outubro de 1944 - 6 de Maio de 1945   | 33. Unterseebootsflottille |

### Patrulhas
|       | Comandante            | Partida     | Partida | Chegada     | Chegada  | Dias     | Toneladas |
| ----- | --------------------- | ----------- | ------- | ----------- | -------- | -------- | --------- |
|       | Kptlt. Heinrich Timm  | 20 Mai 1944 | Kiel    | 26 Mai 1944 | Bergen   | 7 dias   |           |
|       | Kptlt. Heinrich Timm  | 27 Mai 1944 | Bergen  | 30 Mai 1944 | Narvik   | 4 dias   |           |
| 1     | Kptlt. Heinrich Timm  | 3 Jun 1944  | Narvik  | 9 Set 1944  | Penang   | 99 dias  | 28,018    |
|       | KrvKpt. Heinrich Timm | 5 Nov 1944  | Penang  | 7 Nov 1944  | Batavia  | 3        |           |
| 2     | KrvKpt. Heinrich Timm | 18 Nov 1944 | Batavia | 15 Fev 1945 | Batavia  | 90 dias  | 14,356    |
|       | KrvKpt. Heinrich Timm | 18 Fev 1945 | Batavia | 20 Fev 1945 | Singapur | 3 dias   |           |
| Total | Total                 | Total       | Total   | Total       | Total    | 189 dias | 42 374 t  |

### Sucessos
| Data        | Comandante    | Nome da Embarcação | Toneladas | Nacionalidade   |
| ----------- | ------------- | ------------------ | --------- | --------------- |
| 25 Jul 1944 | Heinrich Timm | Robin Goodfellow   | 6,885     | norte-americano |
| 13 Ago 1944 | Heinrich Timm | Radbury            | 3,614     | britânico       |
| 16 Ago 1944 | Heinrich Timm | Empire Lancer      | 7,037     | britânico       |
| 18 Ago 1944 | Heinrich Timm | Nairung            | 5,414     | britânico       |
| 19 Ago 1944 | Heinrich Timm | Wayfarer           | 5,068     | britânico       |
| 24 Dez 1944 | Heinrich Timm | Robert J. Walker   | 7,180     | norte-americano |
| 6 Fev 1945  | Heinrich Timm | Peter Silvester    | 7,176     | norte-americano |
| Total       | Total         | Total              | 42 374    |                 |